# Eish fino
El eish fino (en árabe egipcio, عيش فينو) es un rollo de pan largo en forma de baguette de Egipto hecho con harina de trigo. Es el tipo de pan más consumido en el país después del eish baladí, el pan de molde básico. Tiene una textura suave y, a menudo, se abre para permitir rellenos, entre los que se incluyen varios quesos, halawa o hígado de vaca frito. Los panes son finos y largos, por lo general alrededor de 20 centímetros de longitud. Por otro lado, el ancho puede variar mucho, pero las panaderías rara vez los hacen más anchos que unos pocos centímetros.
El pan es uno de los alimentos básicos de los 95 millones de personas en Egipto. Además del pan plano, un producto popular entre los consumidores es el fino, un pan pequeño en forma de baguette con un sabor ligeramente dulce. Dado que la receta de este pan con levadura contiene muy poca sal, muchos molinos mejoran el rendimiento de cocción de la harina con enzimas y aditivos que aumentan la estabilidad y la tolerancia a la fermentación de las masas. Los ingredientes utilizados para hacerlo son: harina, leche (tibia), agua tibia, levadura, azúcar, sal, aceite, y mantequilla.
Eish fino es considerado un pan fino egipcio o como algunos lo llaman rollos de pan largo, son suaves, ligeros y son perfectos para hacer sándwiches.

## Etimología
La palabra para pan (Árabe egipcio: عيش )  "Eish", que se traduce literalmente como "vida". Esta coincidencia lingüística refleja la importancia suprema del pan en la dieta egipcia: aish es el alimento "número uno" y un componente de cada comida.

## Mercado
La producción nacional de trigo en Egipto no es de ninguna manera suficiente para cubrir la demanda de harina, siendo Egipto es el mayor importador mundial de trigo. Las importaciones de trigo de Egipto en el año económico durante los años 2016 y 2017 fueron alrededor de 11,4 millones de toneladas. Las transacciones están reguladas por la autoridad de contratación pública GASC. Con mucho, el socio comercial más importante es Rusia, seguido por Rumania, Ucrania y Francia.
El pan se produce generalmente en pequeñas panaderías artesanales; La producción industrial sigue siendo la excepción en Egipto.